# Pielęgniarki
Pielęgniarki – polski serial paradokumentalny o tematyce medycznej nadawany na antenie telewizji Polsat od 31 marca 2014 do 7 listopada 2016 roku.

## Fabuła
Akcja toczy się w szpitalu, a głównymi bohaterkami są tytułowe pielęgniarki. W każdym odcinku przedstawiana jest inna historia.

## Obsada
| Aktor                        | Rola                                                                | Okres występowania |
| ---------------------------- | ------------------------------------------------------------------- | ------------------ |
| Monika Wilczak               | Anna Rogowska, pielęgniarka na oddziale dziecięcym                  | 2014–2016          |
| Monika Domowicz              | Małgorzata Paprocka, pielęgniarka na oddziale wewnętrznym           | 2014–2016          |
| Dorota Chwedorowicz          | Ewa Dąbrowska, pielęgniarka na oddziale dziecięcym                  | 2014–2016          |
| Stanisława Walento-Furmańska | Jadwiga Leśniak, pielęgniarka na oddziale wewnętrznym               | 2014–2016          |
| Jolanta Niedźwiecka          | Julita Zakrzewska, naczelna pielęgniarka                            | 2014–2016          |
| Hanna Werner-Różańska        | Lucyna Korzecka, pielęgniarka na oddziale chirurgii                 | 2014–2016          |
| Karolina Żuk                 | Danuta Wieczorek (z.d. Sawicka), pielęgniarka na oddziale chirurgii | 2014–2016          |
| Małgorzata Andrzejewska      | Dagmara Kornacka, pielęgniarka na oddziale wewnętrznym              | 2015–2016          |
| Anna Lucińska                | Roma Kwiatkowska, pielęgniarka na oddziale wewnętrznym              | 2016               |

## Spis serii
| Seria | Sezon       | Odcinki      | Premiera serii   | Finał serii       | Pora emisji               |
| ----- | ----------- | ------------ | ---------------- | ----------------- | ------------------------- |
| 1     | wiosna 2014 | 1–40 (40)    | 31 marca 2014    | 27 maja 2014      | poniedziałek–piątek 12.00 |
| 2     | jesień 2014 | 41–100 (60)  | 1 września 2014  | 21 listopada 2014 | poniedziałek–piątek 12.00 |
| 3     | wiosna 2015 | 101–150 (50) | 2 marca 2015     | 11 maja 2015      | poniedziałek–piątek 12.00 |
| 4     | jesień 2015 | 151–200 (50) | 31 sierpnia 2015 | 6 listopada 2015  | poniedziałek–piątek 12.00 |
| 5     | wiosna 2016 | 201–250 (50) | 29 lutego 2016   | 10 maja 2016      | poniedziałek–piątek 12.00 |
| 6     | jesień 2016 | 251–300 (50) | 29 sierpnia 2016 | 7 listopada 2016  | poniedziałek–piątek 12.00 |